# The Simpsons Road Rage
 The Simpsons Road Rage  är ett TV-spel från 2001 som bygger på den animerade TV-serien Simpsons, manus av Tim Long och Matt Selman, utgiven av Electronic Arts och THQ samt utvecklat av Altron och Radical Entertainment. Dialogrösterna framförs av samma skådespelare som i tv-serien.

## Handling
Mr. Burns har köpt alla transportsystem i Springfield och har köpt radioaktiva bussar som hotar folkhälsan för medborgarna, som nu måste använda sina egna bilar för att tjäna ihop en miljon dollar i ett försök att få Mr Burns att sälja sina radioaktiva bussar.
Stadens invånare får pengar genom att köra runt i staden med sina egna bilar. Spelet innehåller 17 fordon, sex startplatser och tio uppdrag. För att aktivera fler fordon och låsa upp fler startplatser måste spelaren tjäna mer pengar för varje fordon eller den startplatsen som de använder.
För att tjäna pengar måste spelaren under en begränsad tid köra sitt fordon, plocka upp passagerare och ta dem till sina destinationer samtidigt som de måste undvika hinder.
Totalt är 17 rollfigurer från Simpsons möjliga att styra samt fyra av karaktärernas alter ego, dessutom är endast fem bilar möjliga att kontrollera från början.

## Startplatser
- Evergreen Terrace
- Entertainment District
- Springfield Dam
- Nuclear Power Plant
- Downtown
- Springfield Mountains

## Stämning
År 2003 lämnade Sega en stämning mot Fox Interactive, Electronic Arts, och Radical Entertainment. Sega hävdade att spelet var ett patentintrång från Crazy Taxi. Fallet avgjordes sedan privat för en hemlig summa.

## Röster
- Dan Castellaneta - Homer Simpson / Abraham Simpson / flera röster
- Julie Kavner - Marge Simpson
- Nancy Cartwright - Bart Simpson / flera röster
- Yeardley Smith - Lisa Simpson
- Hank Azaria - Flera röster
- Harry Shearer - Flera röster
- Pamela Hayden - Milhouse Van Houten
- Marcia Wallace - Edna Krabappel